# اخترگیاه
اَختَرگیاه یا  استروفیتوم(نام علمی: Astrophytum) نام یک سرده از تیره کاکتوس است.